# Мировское
Мировское (укр. Мирівське) — исторический район Кривого Рога, бывший посёлок городского типа Криворожского городского совета.
Посёлок ликвидирован в 1997 году, включён в состав Кривого Рога, является частью Терновского района.
Код КОАТУУ — 1211067400. Население по данным 1980 года составляло 7 тыс человек, на 1982 год — 4,1 тыс человек.

## Географическое положение
Мировское находится на расстоянии в 1 км от села Красная Балка и в 6-ти км от центральных улиц Кривого Рога.
Рядом проходит железная дорога, станция Грековатая.

## История
- 1958 — основан как посёлок строителей Центрального горно-обогатительного комбината;
- 1997 — посёлок ликвидирован[1], включён в черту Кривого Рога.

## Экономика
- Центральный горно-обогатительный комбинат.
- СИЗО № 4.